# Dangerous Housewife
Pour plus de détails, voir Fiche technique et Distribution.
Dangerous Housewife (Home Sweet Hell) est une comédie américaine réalisée par Anthony Burns, écrite par Carlo Allen, Ted Elrick, et Tom Lavagnino, sortie en 2015. Les acteurs principaux sont Patrick Wilson , Katherine Heigl, Jordana Brewster, Kevin McKidd, Jim Belushi, A. J. Buckley et Bryce Johnson.

## Synopsis
Don Champagne a une vie de rêve : patron d'un grand magasin, réside dans une grande maison en banlieue pavillonnaire. Père idéal, il est marié à la femme parfaite en la personne de Mona. Cependant lorsque cette dernière découvre la liaison qu'il entretient avec une jolie vendeuse de son magasin, sa petite vie de conte de fées devient hors de contrôle. Don se rend compte que sa femme ira au bout, jusqu'au meurtre, pour garder l'illusion d'une vie parfaite.

## Fiche technique
- Titre original : Home Sweet Hell
- Titre français : Dangerous Housewife Épouse et serial killer[1]
- Réalisation : Anthony Burns
- Scénario : Carlo Allen, Ted Elrick et Tom Lavagnino
- Costume : Shauna Leone
- Photographie : David Hennings
- Montage : Robert Hoffman
- Musique : Jessica Weiss
- Effets spéciaux : Katie Riggs
- Casting : Jennifer Cooper
- Production : Sean McKittrick, Jeff Culotta, Anthony Burns, A. J. Buckley ; James T. Bruce IV (coproducteur) ; Edward H. Hamm Jr., Andre J. Champagne, Phillip B. Goldfine (délégué) ; Mark Zalewski (associé) ; David Pomier (exécutif)
- Sociétés de production :  Darko Entertainment, Donnybrook4 Productions
- Société(s) de distribution : Vertical Entertainment
- Budget : 2 500 000 dollars
- Pays d'origine :  États-Unis
- Langue originale : anglais
- Format : couleur
- Genre : Comédie dramatique
- Durée : 98 minutes
- Dates de sortie :
  -  États-Unis : 3 février 2015 (en VàD) ; 13 mars 2015 (sortie limitée) ; 7 avril 2015 (sortie DVD / Blu-ray)
  -  France : 13 mai 2015 (en VàD)

## Distribution
- Katherine Heigl (VF : Charlotte Marin) : Mona Champagne
- Patrick Wilson (VF : Jérôme Pauwels) : Don Champagne
- Jordana Brewster (VF : Laëtitia Lefebvre) : Dusty
- James Belushi (VF : Patrick Floersheim) : Les
- Kevin McKidd (VF : Alexis Victor) : Freeman
- A. J. Buckley : Murphy
- Bryce Johnson : Lanny Kelso
- Jamie Ourso : Big Daddy
- Alyshia Ochse : Kaysi
- Madison Wolfe (VF : Lucille Boudonnat) : Allison Champagne
- Aiden Flowers : Andrew Champagne
- Johnny Hawkes (VF : Thibaut Lacour) : Stu
- Brandi Nicole Wilson (VF : Nadine Girard) : Abby
- Yohance Myles : Andre
- Catherine Ashton (VF : Delphine Braillon) : Lynn
- Heath Freeman (VF : Sébastien Ossard) : Benji
- Artie Baxter : Mark
- Eva Rivera-Ferrell : la femme d'Andre
- Chi McBride : le policier

 Source et légende : version française (VF) sur RS Doublage

## Production

### Attribution des rôles
Le 26 mars 2013, il est annoncé que Katherine Heigl et Patrick Wilson avaient signé pour la comédie noire North of Hell pour Darko Entertainment. Katherine Heigl a déclaré à propos de son rôle : « Je joue une personne très sombre ce qui est loin de mes rôles habituels ».
Le 3 mai 2013, Deadline.com annonce que Jordana Brewster est au casting en tant que la maitresse de M. Champagne.
Le 30 septembre 2014, le premier trailer sort et révèle que le film s'intitulera Home Sweet Hell.

### Tournage
Le tournage a débuté en mai 2013 à La Nouvelle-Orléans, en Louisiane.

## Anecdotes
- C'est le premier rôle de « méchante » pour Katherine Heigl, étant présente principalement dans des comédies romantiques[8].
- James Belushi et Katherine Heigl partagent l'affiche d'un film pour la seconde fois, ils étaient déjà à l'affiche du film Happy New Year'[8]'.
- Kevin Mckidd et Katherine Heigl était partenaire de jeu dans la série Grey's Anatomy[8].